# Pyroterier
Pyroterier (Pyrotheria) är en utdöd ordning däggdjur som levde under yngre paleocen till mellersta oligocen, för omkring 57 miljoner till 27 miljoner år sedan i Sydamerika.
Pyroteria var stora djur med lång kropp och pelarlika ben. Släktet Pyrotherium hade framtänder omvandlade till korta betar och troligen en kort snabel.